# Guido Riccobelli
Guido Riccobelli (n. Buenos Aires, 28 de noviembre de 1987) es un jugador argentino de balonmano de la UNLU. Jugó para la Selección de Balonmano de Argentina que ganó el Campeonato Panamericano de Balonmano Masculino de 2012 y disputó los Juegos Olímpicos de Londres 2012. También, formó parte del plantel que jugó el Campeonato Mundial de Balonmano Masculino de 2013

## Palmarés con la selección
- Argentina: primer lugar Campeonato Panamericano 2012.
- Argentina: tercer lugar Campeonato Panamericano 2016.